# لو پریمان
لوئیس بایرون «لو» پریمان (انگلیسی: Louis Byron "Lou" Perryman؛ ۱۵ اوت ۱۹۴۱ – ۱ آوریل ۲۰۰۹) بازیگر سینما اهل ایالات متحده آمریکا بود. وی بین سال‌های ۱۹۷۷ تا ۲۰۰۳ میلادی فعالیت می‌کرد.

## گزیده فیلمشناسی
- برادران بلوز (۱۹۸۰)
- ارواح خبیثه (۱۹۸۲)
- کشتار با اره‌برقی در تگزاس ۲ (۱۹۸۶)
- پسرها گریه نمی‌کنند (۱۹۹۹)